# Yuri Oberon
Yuri Oberon   (Nova Iguaçú, 30 de gener de 1990) és un model, fotògraf i actor pornogràfic gai brasiler.

## Carrera
Format en publicitat, va encetar la carrera el 2018 amb participacions en produccions amateurs. El mateix any, va participar en films professionals amb la productora estatunidenca Flava Works i va ser triat en llur calendari anual com a model del mes d'octubre.
D'ençà del 2019, Oberon té un canal propi en la plataforma Onlyfans.
El 2019, va ser nominat com a Actor Revelació LGBT en el Premi Sexy Hot, que es coneix com l'Oscar del porno brasiler. Aquell any, va treballar en performances de sexe en viu en la Hole, festa liberal de la Zona Sud de Rio de Janeiro.
Aleshores, el 2020, durant la pandèmia de COVID-19, va ser l'atracció principal d'una websuruba, una edició especial en línia de l'esdeveniment. També va ser entrevistat pel cantant no-binari Jaloo al seu canal de Twitch.
El 2022, va prendre part en el videoclip del tema Kama Surta dels músics funk Dornelles i Dj Swag do Complexo.